# Satoshi Mori
Pour les articles homonymes, voir Mori.
Satoshi Mori (森 敏, Mori Satoshi), né le 19 mai 1971 à Nozawa Onsen dans la préfecture de Nagano, est un coureur du combiné nordique japonais.

## Carrière
Il fait ses débuts en coupe du monde ont lieu en mars 1994 à Vuokatti. En 1999, il obtient son unique podium à ce niveau en terminant deuxième de l'épreuve Gundersen de Zakopane. Cette année, il signe son meilleur résultat individuel en grand championnat en se classant sixième du sprint des Mondiaux de Ramsau.
Aux Jeux olympiques, il compte une cinquième place par équipes à Nagano en 1998, alors que son meilleur résultat individuel est une 22e place sur le sprint des Jeux de Salt Lake City en 2002.
Il prolonge sa carrière jusqu'en 2003.

## Palmarès

### Jeux olympiques d'hiver
| Épreuve / Édition | Épreuve / Édition | Nagano 1998 | Salt Lake City 2002 |
| Par équipes       | Par équipes       | 5e          | 8e                  |
| Sprint            | Sprint            |             | 22e                 |
| Gundersen         | Gundersen         |             | 30e                 |

### Championnats du monde
| Épreuve / Édition | Épreuve / Édition | Ramsau 1999 | Lahti 2001 | Val di Fiemme 2003 |
| Sprint            | Sprint            | 6e          | 18e        | 32e                |
| Gundersen         | Gundersen         | 21e         | 25e        | 18e                |
| Par équipes       | Par équipes       | 5e          | 5e         | 6e                 |

### Coupe du monde
- Meilleur classement général : 12e en 1999.
- 1 podium individuel : 1 deuxième place.

### Coupe du monde B
- 2 deuxièmes places.